# Jornades Europees del Patrimoni

Estats participants en les Jornades Europees del Patrimoni del 2007

Les Jornades Europees del Patrimoni són una iniciativa conjunta del Consell d'Europa i la Comissió Europea en la que participen 50 estats europeus signataris de la Convenció Cultural Europea. Es tracta d'unes jornades de portes obertes amb l'objectiu de promoure l'accés al patrimoni cultural. El programa anual, generalment durant un cap de setmana de setembre, ofereix l'oportunitat de visitar monuments, museus i zones d'interès cultural, normalment obrint les portes excepcionalment al públic.

## Història
L'esdeveniment va començar a França, el 1984, amb la Journée Portes Ouvertes organitzada pel Ministeri de Cultural. El 1985, a Granada durant la 2a Conferència del Consell d'Europa dels ministres europeus responsables del patrimoni arquitectònic, el ministre francès va proposar internacionalitzar la iniciativa amb el suport del Consell d'Europa. El 1987 es va celebrar el primer Open Monumentendag als Països Baixos. Suècia i la República d'Irlanda s'hi van afegir el 1989, i Bèlgica i Escòcia el 1990.
El 1991 es van unificar els esdeveniments com a Jornades Europees del Patrimoni adoptant l'eslògan "Europa: un patrimoni comú". Andorra va signar la Convenció Cultural Europea el 1994 entrant així en els estats organitzadors de les jornades.